# MAS-38
De MAS-38 is een machinepistool dat werd ontwikkeld in Frankrijk door het staatsarsenaal te Saint-Étienne. In 1935 werd het eerste prototype ontwikkeld onder de naam SE-MAS 1935. 
Het verbeterde prototype werd ontwikkeld in 1938 onder de naam MAS-38; dit werd in 1938 goedgekeurd door de Franse regering. De echte productie begon in 1939. Het deed dienst tijdens de eerste dagen van de Tweede Wereldoorlog maar toen Duitsland Frankrijk veroverd had, nam het Duitse leger de MAS-38 in gebruik; ook was het tijdens de Tweede Wereldoorlog in gebruik bij Vichy-Frankrijk. 
Na de Tweede Wereldoorlog deed het dienst bij de Franse politie gedurende ongeveer vijf jaar en werd in 1950 vervangen door de MAT 49. Het wapen was betrouwbaar, accuraat en controleerbaar en werd daardoor beschouwd als een goed wapen. Een minpunt was de ondermaatse 7,65 x 20 mm (7,65 mm lang) munitie.